# Harrison Young
Pour les articles homonymes, voir Young.
Harrison Young est un acteur américain né le 13 mars 1930 et mort le 3 juillet 2005.

## Filmographie

### Télévision
- 1991 : Reasonable Doubts : Drunk
- 1991 : Down Home : Lenny
- 1992 : A Child Lost Forever: The Jerry Sherwood Story : Voisin
- 1993 : The Micronots! : Montgomery
- 1995 : Urgences : Parmelli
- 1996 : Erotic Confessions : Roger Goodman, department store Owner
- 1996 : Humanoids from the Deep : Sergent
- 1996 : Ned and Stacey : Mr. Palmer
- 1996 : Boston Common : SDF
- 1997 : Click : Senator Gyrgich
- 1997 : Butterscotch : Smiley
- 1997 : Law & Order : Gus
- 1997 : Melrose Place : Drunk
- 1997 : Total Security : Serveur #1
- 1998 : Buffy contre les vampires : Vieil homme
- 1998 : Beverly Hills, 90210 : Grandpa Ed Taylor
- 1999 : Sliders : Henry Nichols
- 1999 : Sabrina, l'apprentie sorcière : Vagrant
- 1999 : Work with Me : Sullivan
- 1999 : Witness Protection : Père de Cindy
- 2000 : Providence : Monroe Ellison
- 2000 : CSI: Crime Scene Investigation : Judge Cohen
- 2000 : The Norm Show : Simon
- 2000 : The Beach Boys: An American Family : Buddy Wilson
- 2001 : Passions : Palmer Harper
- 2001 : The Korean War : President Eisenhower
- 2001 : The West Wing : Senator Grissom
- 2002 : 7th Heaven : Frank
- 2003 : The Lyon's Den : Mr. Fenderson
- 2003 : The Last Cowboy : Prêcheur
- 2006 : Cracking Up : Bob Briscoe

### Cinéma
- 1973 : Taxi Driver
- 1992 : Waxwork II: Lost in Time : James Westbourne
- 1992 : Guncrazy : Père de Howard
- 1994 : Marilyn, My Love
- 1996 : Children of the Corn IV: The Gathering : Drifter
- 1997 : The Night That Never Happened : Dad
- 1997 : True Vengeance : Sam Brown
- 1997 : The Game : Obsequious Executive
- 1997 : Expose : Councilman Kaye
- 1997 : Madam Savant : Juge du conté
- 1998 : Second Skin
- 1998 : Running Woman : Vieil homme
- 1998 : The Opposite of Sex : Medical Examiner
- 1998 : How to Make the Cruelest Month : Helpful Drunk
- 1998 : Primary Colors : Sam
- 1998 : Champions : Sénateur Able
- 1998 : Il faut sauver le soldat Ryan : Ryan vieux
- 1999 : Blast from the Past : Bum
- 1999 : Yonggary : Dr Wendel Hughes
- 1999 : Durango Kids : Oncle Gus
- 1999 : Ugly Naked People : Tour Guide Bob
- 2000 : The Adventures of Rocky and Bullwinkle : Général Foods
- 2000 : Crocodile : Sheriff Bowman
- 2000 : Starforce : Wizened Council Member
- 2000 : Blue Shark Hash : Capitaine Jack
- 2001 : Red : Kidnappeur
- 2002 : Bubba Ho-tep : Elvis' Roommate
- 2002 : Demon Under Glass : James Conroy
- 2002 : Trance : Henry Santorini
- 2002 : Ken Park : Tate's Grandfather
- 2002 : Hi Frank! : Frank Chinese movie[1]
- 2003 : House of 1000 Corpses : Don Willis
- 2003 : First Watch : Director of the CIA
- 2004 : Green Arrow Fan Film : Kyle Magnor
- 2005 : One More Round : Mr. Rexosovich
- 2005 : Inheritance : Grandfather
- 2005 : Kiss Kiss Bang Bang : Père de Harmony
- 2005 : The Pleasure Drivers : John
- 2008 : The Flyboys : Grandpa Thomas